# جام جهانی کشتی - فرنگی مردان ۲۰۱۰
رقابت‌های جام جهانی کشتی فرنگی سال ۲۰۱۰ میلادی از تاریخ ۱۳ تا ۱۴ فوریه ۲۰۱۰ در مجموعه کارن دمیرچیان ایروان پایتخت جمهوری ارمنستان برگزار شد.

## رده‌بندی انفرادی
| رتبه | ۵۵ ک‌گ                          | ۶۰                      | ۶۶                     | ۷۴                      | ۸۴                        | ۹۶                   | ۱۲۰                       |
| ---- | ------------------------------ | ----------------------- | ---------------------- | ----------------------- | ------------------------- | -------------------- | ------------------------- |
| 1    | رومن آمویان                    | امید نوروزی             | سعید عبدولی            | آرسن جولفالاکیان        | نظمی آولوجا               | بالاس کیس            | یوری پاتریکیان            |
| 2    | pl:Gustavo Balart              | رواز لاشخی              | آرام آدیکیان           | pl:Mayli Raúl Consuegra | pl:Arsen Kachabriszwili   | آرمان گغامیان        | رضا کایالپ                |
| 3    | پیتر موداس                     | رحمان بلیچی             | pl:Anton Mamageiszwili | pl:Renátó Kun           | طالب نعمت‌پور              | بابک قربانی          | یوهان اورن                |
|      | محمد فقیری                     | واهان جوهاریان          | بالینت کورپاسی         | pl:Şeref Tüfenk         | pl:Pablo Shorey           | pl:Ahmet Taçyıldız   | pl:Aleksandr Anuczin      |
|      | pl:Lasza Gogitidze             | زائور کورماگمدوف        | میهران هاروتیونیان     | سلچوک چبی               | دنیس فوروف                | رستم توتروف          | یاسمانی آکوستا            |
|      | نظیر مانکیف                    | pl:Krisztián Jäger      | pl:Refik Ayvazoğlu     | pl:Rusłan Biełchorojew  | الکسی مشین                | امیر علی‌اکبری        | بشیر باباجان‌زاده          |
|      | pl:Iwan Tatarinow              | فردریک بیرهوس           | pl:Mathias Günther     | مارک مادسن              | pl:Zsolt Dajka            | یاسمانی لوگو کابریرا | میهای دیک-باردوس          |
|      | آیهان کاراکاس pl:Hammet Rüstem | pl:Soner Sucu           | pl:Alexander Casal     | حمید ریحانی             | جیم پترسون                | سوسو جابیدزه         | pl:Dimitri Dżawachiszwili |
|      |                                | pl:Maikel Anache Lamoth | pl:Siejran Simonian    | pl:Genadi Gogiszwili    | حبیب‌الله اخلاقی           | جنک ایلدم            |                           |
|      | pl:Emil Sundberg               | pl:Maksim Mordowin      | مانوچار تسخادایا       | Aleksiej Iwanow         | جنک ایلدم                 | pl:Maksim Safarian   |                           |
|      |                                |                         |                        |                         | تیگران ساهاکیان (کشتی‌گیر) |                      |                           |

## رده‌بندی نهایی
| گروه     | بازی | برد | تساوی | باخت |
| -------- | ---- | --- | ----- | ---- |
| ایران    |      |     |       |      |
| ترکیه    |      |     |       |      |
| ارمنستان |      |     |       |      |
| روسیه    |      |     |       |      |
| گرجستان  |      |     |       |      |
| کوبا     |      |     |       |      |
| مجارستان |      |     |       |      |
| نوردیک   |      |     |       |      |